# Stomphastis dodonaeae
Stomphastis dodonaeae is een vlinder uit de familie mineermotten (Gracillariidae). De wetenschappelijke naam van deze soort is voor het eerst geldig gepubliceerd in 1961 door Vári.
De soort komt voor in tropisch Afrika.